# Disney Interactive Studios
Disney Interactive Studios, ancien Buena Vista Interactive ou Buena Vista Games était une filiale du Disney Interactive Media Group appartenant à la Walt Disney Company, spécialisée dans le jeu vidéo. Elle regroupait les différents studios de développement et de publication de jeux vidéo de Disney.

## Historique

### 1988-2000: Disney et l'édition de jeux ludo-éducatifs
En 1988, la société Disney fonde un service de développement pour des logiciels éducatifs : Walt Disney Computer Software.
En 1994, en pleine bulle internet, Disney fonde une société pour regrouper ses productions de jeux vidéo : Disney Interactive.

### 2001-2007: Buena Vista Interactive/Games
Le 19 septembre 2001 une société indépendante de Disney Interactive est fondée sous le nom de Buena Vista Interactive pour les productions non liées à Disney.
En 2003, Disney Interactive est placée sous la tutelle de Buena Vista Interactive.
Le 19 avril 2005, Buena Vista Games annonce à la fois l'achat du studio Avalanche Software basé à Salt Lake City et la création d'un studio à Vancouver, Propaganda Games. Le 22 avril 2005, Buena Vista Interactive est renommée Buena Vista Games. Le 22 avril 2005, Buena Vista Games signe un contrat de distribution avec D3 Publisher pour vendre les jeux vidéo Disney au Japon. Le 7 juin 2005, le Walt Disney Internet Group rachète le studio Minds Eye Productions,.
Le 28 septembre 2006, Disney achète le studio Climax Racing qu'il renomme Black Rock Studio courant 2007, d'après le district Black Rock de Brighton.

### 2007-2016: Disney Interactive Studios
Le 8 février 2007, Disney a annoncé le renommage de Buena Vista Games en Disney Interactive Studios. Le 26 février 2007, le Disney Interactive Studios annonce la sortie pour le 15 mars 2007 d'un nouveau jeu Spectrobes. Mais ce sont surtout les "à côtés" qui sont importants dans ce nouveau jeu. La société Disney souhaite si le succès du jeu se confirme que Spectrobes devienne une licence globale. Ainsi les autres divisions du groupe Disney (entre autres : le cinéma, la télévision et les réseaux câblés, parcs à thèmes et produits de consommations) pourrait en profiter pour éditer des produits dérivés. En cas de réussite, ce serait la première fois que la branche jeu vidéo est à l'origine d'une licence du groupe, traditionnellement tiré par la branche cinéma. Le 28 février 2007, Walt Disney Interactive Group, Disney Interactive Studios et Macrovision annoncent une collaboration pour distribuer les jeux vidéo Disney en Europe et en Australie grâce à un portail géré par WDIG sur le réseau de Macrovision.
Le 12 juillet 2007, Disney Interactive Studios annonce l'achat du Junction Point Studios de Warren Spector,. Le 13 juillet 2007, Disney Interactive annonce le lancement pour mai 2008 d'un site internet pour les gamers DGamer.
Le 7 avril 2008, Disney Interactive annonce l'achat du studio chinois Gamestar. Le 5 juin 2008, la société Disney Interactive Media Group naît de la fusion de Disney Interactive Studios et du Walt Disney Internet Group.
Le 31 janvier 2009, la société prévoit le licenciement de plusieurs dizaines d'employés de ses studios. Le 2 juin 2009, Disney Interactive Studios dévoile sa gamme de jeux 2009 à l'Electronic Entertainment Expo, dont : Split/Second, Pirates of the Caribbean: Armada of the Damned, Toy Story Mania!, Spectrobes: Origins, Disney Sing It: Pop Hits et Club Penguin. Le 30 juillet 2009, Namco Bandai annonce devenir le distributeur des jeux de Disney Interactive Studios au Benelux. Le 8 septembre 2009, Disney Interactive Studios rachète le studio américain Wideload Games, basé à Chicago et fondé en 2003 par Alex Seropian (en), l'un des cocréateurs de la série Halo. Le 17 septembre 2009, Square Enix devient le distributeur des jeux de Disney Interactive Studios pour le Japon, hors consoles Microsoft.
Le 24 février 2010, Disney annonce la sortie de Split Second du Black Rock Studio pour le 18 mai aux États-Unis et le 21 mai en Europe. Le 16 juin 2010, le jeu Epic Mickey est présenté lors de l'E3 2010 et devrait être disponible sur la Wii. Le 1er juillet 2010, Disney achète la société Tapulous, un studio de création d'application pour iPhone et l'intègre aux Disney Interactive Studios.
Le 26 août 2010, la page officielle du site Acclaim Games indique une cessation d'activité effective immédiatement. Le 19 janvier 2011, Disney confirme la fermeture du studio Propaganda Games et le départ des 70 employés.
Le 26 janvier 2011, Disney annonce 200 suppressions de poste et une réorganisation vers les jeux pour mobiles et sociaux. Le 5 mai 2011, Disney confirme la suppression de 100 postes au Black Rock Studio. Le 25 mai 2011, le studio annonce la sortie de Disney Universe pour l'automne 2011. Le 12 juin 2011, Disney ouvre un studio d'animation pour jeu en ligne en Chine dans la ville de Ningbo. Le 23 septembre 2011, Disney annonce la sortie de Jetez-vous à l'eau ! (Where’s My Water), un jeu de puzzle basé sur la physique disponible pour les plateformes iPhone et Android. Le 9 novembre 2011, Disney Interactive et YouTube annoncent leur collaboration pour produire et diffuser des vidéos
Le 30 mars 2012, Disney et le japonais DeNA annoncent un partenariat pour des jeux sociaux mobiles. Le 16 mai 2012, Disney dévoile un nouveau site web video.disney.com dédié aux vidéos tous supports, faisant suite au partenariat de Disney Interactive Studios avec YouTube signé en novembre 2011. Le 16 novembre 2012, Disney Mobile porte le jeu social Gnome Village sur Android. Le 18 novembre 2012, Disney édite aux États-Unis, le jeu Epic Mickey 2 : Le Retour des héros, suite de Epic Mickey. Le 10 décembre 2012, Disney Interactive Studios achète le studio de développement sud-coréen Studio Ex.
Le 15 janvier 2013, Disney annonce le lancement pour juin 2013 de Disney Infinity pour contrer Skylanders de Activision Blizzard, permettant une connexion entre Disney Toys et Disney Interactive Studios.
Le 29 janvier 2013, en raison des chiffres de ventes décevants d'Epic Mickey 2 : Le Retour des héros, Disney décide de fermer Junction Point Studios,. Le 4 juin 2013, Harmonix et Disney Interactive annonce Fantasia: Music Evolved, un Guitar Hero/Rock Band inspiré par Fantasia (1940). Le 6 juin 2013, Disney Interactive lance ScribbleMix son premier jeu de dessin exclusivement pour les mobiles. Le 17 septembre 2013, Disney annonce avoir vendu en 2 semaines 294 000 boites de démarrage du jeu Disney Infinity, jeu ayant coûté plus de 100 millions d'USD. Le 3 décembre 2013, l'éditeur de jeu vidéo Rosetta Stone signe un contrat avec Disney Interactive pour une web série éducative multilingue. Le 12 décembre 2013, Disney Interactive annonce la sortie en 2014 du jeu Club Penguin sur iPad, iOS et Android. Le 17 décembre 2013, Disney Interactive et LucasArts annoncent le jeu Star Wars: Attack Squadrons (en) pour début 2014 développé par Area 52 Games. Le 19 décembre 2013, à la suite des retours des joueurs Disney Interactive retire le système de barre d'énergie du jeu Jetez-vous à l'eau ! 2.
Le 15 avril 2014, Disney et Harmonix dévoilent de nouvelles chansons pour Fantasia: Music Evolved en plus des 30 connues. Le 30 mai 2014, Disney annule le jeu Star Wars: Attack Squadrons. Le 19 août 2014, Disney Interactive et Harmonix annoncent la disponibilité à la précommande de Fantasia: Music Evolved à compter du 20 octobre 2014.
Mi-janvier 2015, Disney déclare avoir vendu plus de jeux Disney Infinity en 2014 qu'Activision de son Skylanders malgré le désaccord du second,. Le 10 août 2015, le jeu pour mobile Marvel Contest of Champions développé par Kabam (en) pour Disney et sorti en décembre 2014 atteint les 100 millions d'USD de recettes, devenant le jeu le plus rapide à atteindre cette somme. Le 19 août 2015, lors du D23, Disney Interactive et Electronic Arts confirment Star Wars Battlefront et des personnages Star Wars dans Disney Infinity 3.0. Le 20 août 2015, Disney et Ubisoft annoncent le contenu et la sortie pour Noël du jeu Just Dance: Disney Party 2 présenté lors du D23. Le 6 octobre 2015, Disney Interactive procède au retrait de plusieurs jeux mobiles dont Star Wars et Marvel, en arrêtant le support, une centaine de jeux est concernée, (liste ci-dessous). Le 9 octobre 2015, Disney Interactive espère retrouver des ventes records pour Disney Infinity 3.0 avec le coffret Marvel Battlegrounds prévu en mars 2016. Le 11 octobre 2015, Disney Interactive réorganise les jeux vidéo Star Wars après de nombreux licenciement et projets arrêtés en annonçant la sortie de Star Wars: Battlefront d'Electronic Arts le 17 novembre et d'un set Star Wars dans Disney Infinity,. Le 18 novembre 2015, Blake Jorgensen le CFO d'EA annonce plusieurs suites au jeu Star Wars: Battlefront dans le cadre d'un partenariat décennal avec Disney,.
Le 16 mars 2016, Disney annonce un partenariat avec le développeur Hipster Whale pour développer une version Disney du jeu Crossy Road,. Le 17 mars 2016, le jeu Disney Magic Kingdoms développé par Gameloft pour Disney Interactive Studios sort sur iOS et Android. Le 10 mai 2016, Disney stoppe la série de jeux Disney Infinity et annonce une perte liée de 147 millions d'USD,. Pour le site Gamasutra, relié par Fortune, les raisons sont une baisse des ventes de jouets associées au jeu qui n'a pas affecté la concurrence et un changement de stratégie globale chez Disney qui passe par la licence et non plus le développement interne. Le 29 juillet 2016, Disney Interactive ferme les services en ligne liés à son jeu Disney Infinity et prévoit l'arrêt définitif dans 8 mois.
Le 19 janvier 2017, Disney lance l'application Color by Disney, un livre de coloriage numérique destiné pour les adultes,. Le 24 janvier 2017, Warner Bros. Interactive Entertainment annonce avoir acheté le studio Avalanche Software à Disney dont le moteur Octane pour produire un jeu associé au film Cars 3,,. Le 31 janvier 2017, Disney annonce que la fermeture du jeu Club Penguin pour le 29 mars 2017 et le lancement d'un nouveau jeu nommé L'Île de Club Penguin,,. Le 15 novembre 2017, Disney confirme l'arrêt du jeu Marvel Heroes après un mois de silence de l'éditeur Gazillion,.

## Organisation
Elle regroupe les différentes entités de jeux vidéo des filiales de Disney.

### Les studios Disney
- Disney Interactive
  - Walt Disney Computer Software (1988-1994)
- ABC Interactive (pour Qui veut gagner des millions ?)
- ESPN Interactive pour des jeux de sports dont ceux basés sur les X Games.
- Disney Mobile Studios dépendant du Walt Disney Internet Group

### Les studios non-Disney
La compagnie possède des studios de développement de jeu vidéo encore en activité :
- Gamestar studio chinois créé en 2002.
- Studio Ex acheté en 2012 et basé en Corée du Sud

D'autres studios ont été achetés et fermés depuis :
- Fall Line Studios créé en novembre 2006 pour le développement de jeux sur Nintendo DS et Wii. Situé également à Salt Lake City, il a fusionné avec Avalanche Software en 2009.
- Propaganda Games créé en avril 2005 et basé à Vancouver au Canada, fermé en janvier 2011.
- Black Rock Studio (ex-Climax Racing), basé à Brighton (Royaume-Uni), acheté en 2006 au Climax Group, rebaptisé en juillet 2007[83] et fermé en juillet 2011.
- Minds Eye Productions, acheté par le Walt Disney Internet Group en 2005, semble avoir été intégré au groupe mais n'a plus aucune activité connue depuis son rachat[8].
- Junction Point Studios créé en 2004 par Warren Spector, et basé à Austin, fermé le 29 janvier 2013[41].
- Avalanche Software basé à Salt Lake City dans l'Utah, acheté en avril 2005 et vendu en 2017 à Warner Bros. Interactive Entertainment
- Wideload Games créé en 2003 basé à Chicago et fermé en 2014

### Autres participations
Disney possède des intérêts dans d'autres studios de jeux vidéo avec le rachat de la société indienne UTV Software Communications et la création de Disney UTV Digital :
- le studio indien UTV Indiagames à l'origine spécialisé dans le portage de jeu vidéo sur mobile
- le studio britannique UTV Ignition Entertainment détenu à 70 %[85]
- le studio californien UTV True Games ex-True Games Interactive détenu à 80 %[86]

## Les logos

Logo de Buena Vista Interactive
Logo de Buena Vista Games
Logo de Disney Interactive Studios

## Jeux arrêtés en octobre 2015
- Gamme Disney Connected Learning : Ariel: Numbers & Counting, Cars: Numbers & Counting, Cinderella: Shapes & Patterns, Disney Fairies: Art, Toy Story: Letters & Sounds.
- Gamme Disney Fairies : Disney Fairies Fashion Boutique, Disney Fairies Fly, Disney Fairies Fly Lite, Disney Fairies Fly on iPad, Disney Fairies: Tinker Bell and the Great Fairy Rescue, Disney Fairies: Tinker Bell and the Lost Treasure.
- Gamme Marvel : Avengers Initiative, Avengers Initiative Lite, Captain America Live Wallpaper, Captain America: Sentinel of Liberty, Guardians of the Galaxy: The Universal Weapon, Marvel Run Jump Smash!, Marvel: Avengers Alliance, Thor: Son of Asgard.
- Gamme Pixar : Brave Utility, Cars 2, Cars 2 Lite, Monsters U: Catch Archie, Monsters, Inc. Run, Toy Story 3, Toy Story 3: Operation Camouflage, Toy Story Live Wallpaper, Toy Story Mania!, Toy Story: Smash It!.
  - Autres gammes : Alice In Wonderland – An Adventure Beyond The Mirror, Alice In Wonderland Lite, Blackout, Breakspin, Dgamer, Digicomics, Disney App, Disney Bola Soccer, Disney Checkout Challenge, Disney Christmas eCards, Disney eCards, Disney FilmPulse, Disney Fireworks, Disney Hidden Worlds, Disney Infinity: Action!, Disney Memories, Disney Mobile Magic, Disney Muppet Mail, Disney Muppet Mail Lite, Disney Photo Finish, Disney Pix, Disney Puzzle Family, Disney Spooks eCards, Disney Super Speedway, Disney Valentines eCards, Disney XD Grand Prix, Frankenweenie, G-Force: Mooch Fly, G-Force: The Game, Gravity Falls Mystery Shack Attack, Handy Manny Flicker's Flashcard Fiesta, Handy Manny Workshop, Hong Kong Disneyland Magic to Go, JellyCar 2, JellyCar 3, JellyCar 3 Lite, Kick Buttowski Loco Launcho, Lone Ranger Lost Light, Mickey Mouse Clubhouse Road Rally Appisode, Mittens, Mittens HD, Monkey Island 2: LeChuck's Revenge Special Edition, Motorcity: Drive, My Baby Einstein, Phineas and Ferb Arcade, Pirates of the Caribbean: Master of the Seas, PIXEL'D, PIXEL'D Plus, Prep and Landing, Spectrobes , Spectrobes Community Site and Leaderboards, Split/Second Online Multiplayer Gaming, Split/Second, Stack Rabbit, Star Wars: Assault Team, Star Wars: Tiny Death Star, The Daily Shot, The Great Piggy Bank Adventure, The Incredible Machine, The Muppets Animal Drummer, The Secret of Monkey Island, Totally Tangled, Tron: Legacy, Where's My Summer?, Jetez-vous à l'eau ! Featuring XYY, Winnie the Pooh eCards, Winnie the Pooh Wallpaper, Les Mondes de Ralph, Wreck-it Ralph Fix-it Felix Jr..